# Nervus medianus
Nervus medianus er en stor blandet nerve, der udgår fra plexus brachialis og innerverer de fleste af underarmens bøjemuskler samt flere muskler i hånden. Den modtager derudover sensorisk information fra et stort område på håndfladen og er dermed en meget vigtig forbindelse for følesansen. Under sit forløb løber n. medianus bl.a. igennem carpaltunnellen (canalis carpi) og kan ved kompression give symptomer beskrevet som karpaltunnelsyndromet.
Nervet er dannet af to rødder (radices), radix lateralis (den laterale rod) og radix medialis (den mediale rod), der er forgreninger af hhv. fasciculus lateralis og fasciculus medialis fra plexus brachialis og får derfor sine fibre fra spinalsegmenterne C6, C7, C8 og T1.

## Forløb
Foreningen af rami lateralis og medialis i kontakt med arteria axillaris giver ophav til n. medianus, som løber forskudt lidt lateralt i forhold til arterien. Nerven følger herefter arterien og krydser over den, så den ligger medialt for den i det mere distale forløb. Nerven forløber i sulcus bicipitalis medialis, som er mellemrummet mellem musculus biceps brachii og ulna, og man kan, hvis man presser en finger ned og bevæger den under m. biceps brachii på den mediale side, føle en streng, der ved et hårdere pres kan give føleudslag i området svarende til nervens sensoriske forsyningsområde (se senere i artiklen). Nerven går herefter mellem musculus pronator teres' to udspringshoveder og træder herefter i dybden på underarmen. På underarmen afgives dens første større gren: nervus interosseus anterior, der forløber distalt på membrana interossea antebrachii. Hovedstammen fortsætter på underarmen og afgiver ramus palmaris nervi mediani. Nerven løber herefter i canalis carpi og afgiver cutane grene til forsyning af håndfladen. De deler sig, således at de lægger sig på hver side af tommelfingeren, pegefingeren og langfingeren samt ringfingerens radiale side. Desuden afgives ramus muscularis, der løber til visse muskler.

## Grene
En opsamling på de afgivne grene, hvis forløb beskrives ovenfor:
- Nervus interosseus antebrachii anterior
- Ramus palmaris nervi mediani
- Nervi digitales palmares communes, der hver deles i to nervi digitales palmares proprii
- Ramus muscularis nervi mediani

## Forsyning

### Motorisk
- Nervus interosseus antebrachii anterior forsyner musculus pronator quadratus og den ulnare del af musculus flexor digitorum profundus.
- Hovedstammen afgiver grene til forsyning af underarmens forreste loge indeholdende musculus pronator teres, musculus flexor carpi radialis, musculus palmaris longus, musculus flexor digitorum superficialis, musculus flexor pollicis longus.
- Ramus muscularis nervi mediani forsyner musculus abductor pollicis, musculus flexor pollicis brevis, musculus opponens pollicis samt den 1. og 2. musculus lumbricalis.

### Sensorisk
Sensorisk forsynes håndfladen i et område svarende til tommelfinger, pegefinger, langfinger og den radiale halvdel af ringfingeren samt håndfladens område afgrænset af en linje, der skiller ringfingeren i to lige store halvdele og forlænges til håndleddet, jf. illustration til højre. I praksis er denne teoretiske afgrænsning sjældent så distinkt, idet cutane grene fra nervus radialis og nervus ulnaris kan overlappe n. medianus' forsyningsområde.

## Galleri
- Armens nerver og kar. N. medianus kan hurtigt identificeres på det karakteristiske M dannet på a. axillaris.
- Underarmen, hvor n. medianus' forløb kan følges gennem de to hoveder på m. pronator teres og under senebuen for m. digitorum superficialis (her benævnt ved den nu forældede betegnelse sublimis)
- Tværsnit af armen. N. medianus løber i sulcus bicipitalis medialis.
- Forløb i carpalkanalen.
- De cutane endegrene fra n. medianus i hånden benævnes nn. digitales palmares proprii og kan ses på denne illustration.
- Dissektion af fossa axillaris, lige ved forgreningen af a. brachialis. N. medianus er stadig på arteriens mediale side. M. pronator teres er bortdissekeret.